# دوري جنوب إفريقيا الممتاز لكرة القدم 2003-04
دوري جنوب أفريقيا الممتاز لكرة القدم 2003-04 (بالإنجليزية: 2003–04 Premier Soccer League)‏ هو الموسم 8 من دوري جنوب أفريقيا الممتاز لكرة القدم. كان عدد الأندية المشاركة فيه 16، وفاز فيه نادي كايزر تشيفز.